# Communauté de communes Espace en Pévèle
La Communauté de communes Espace en Pévèle  est une ancienne communauté de communes française, située dans le département du Nord et la région Nord-Pas-de-Calais, arrondissement de Douai.

## Historique
Le 3 décembre 2001, la Communauté de communes Espace en Pévèle est créée et composée de 7 communes.
En 2002, la Communauté de communes participe à la création du syndicat mixte chargé de l'élaboration du Schéma de cohérence territoriale SCot Grand Douaisis. Le SCoT est rendu exécutoire en 2008 dans les documents d'urbanismes locaux.

## Composition
- La communauté de communes Espace en Pévèle regroupait sept communes.

| Code INSEE | Commune           | Maire                | Population  | Superficie | Densité      | Délégués |
| ---------- | ----------------- | -------------------- | ----------- | ---------- | ------------ | -------- |
| 59004      | Aix               | Jean-Luc Detavernier | 933 hab.    | 655 ha     | 142 hab./km² | nc       |
| 59029      | Auchy-lez-Orchies | Jean-Claude Leroy    | 1 156 hab.  | 779 ha     | 148 hab./km² | nc       |
| 59105      | Bouvignies        | Jacques Delerue      | 1 537 hab.  | 870 ha     | 176 hab./km² | nc       |
| 59158      | Coutiches         | Xavier Dupire        | 2 235 hab.  | 1 634 ha   | 136 hab./km² | nc       |
| 59330      | Landas            | Camile Mollet        | 2 261 hab.  | 1 195 ha   | 189 hab./km² | nc       |
| 59435      | Nomain            | Daniel Bonnet        | 2 393 hab.  | 1 911 ha   | 125 hab./km² | nc       |
| 59551      | Saméon            | Yves Lefebvre        | 1 373 hab.  | 882 ha     | 155 hab./km² | nc       |
| Totaux     | 7 communes        | 7 communes           | 11 888 hab. | 7 926 ha   | 150 hab./km² | 28       |

## Régime fiscal
Taxe professionnelle unique (dél. du 12/12/2001). Éligible à la DGF bonifiée à compter du 01/01/2002.

## Présidents
Jean-Luc Detavernier est notamment maire d'Aix et conseiller général puis départemental du canton d'Orchies.
| Identité                                          | Période         | Période          | Durée              | Étiquette     |
| Identité                                          | Début           | Fin              | Durée              | Étiquette     |
| ------------------------------------------------- | --------------- | ---------------- | ------------------ | ------------- |
| Jean-Luc Detavernier (d) (né le 12 décembre 1952) | 3 décembre 2001 | 1er janvier 2014 | 12 ans et 29 jours | divers droite |

## Fusion
Le préfet Dominique Bur a confirmé le 20 janvier 2013 la fusion  de la communauté de communes dans celle de la communauté de communes Pévèle-Carembault née dans le cadre de la réforme territoriale.